# Wilfried Mostinckx
Wilfried Mostinckx (Sint-Agatha-Berchem, 31 maart 1958) is een Vlaams sportverslaggever. Mostinckx is gespecialiseerd in voetbal.
Mostinckx werkte 8 jaar voor VRT-radio, 10 jaar voor VTM en anderhalf jaar voor Prime.
Momenteel werkt hij ook als coördinator van de opleiding Radio- en Televisiejournalistiek aan de Vrije Universiteit Brussel. Deze master-opleiding is een samenwerkingsverband tussen de Erasmus Hogeschool Brussel en de Vrije Universiteit Brussel. Wilfried is er verantwoordelijk voor verscheidene vakken zoals Productie & Analyse en is tegelijkertijd actief als stagebegeleider.